# Uloborus villosus
Uloborus villosus es una especie de araña araneomorfa del género Uloborus, familia Uloboridae. Fue descrita científicamente por Keyserling en 1881.
Habita en Colombia.